# Chlorotettix frameus
Chlorotettix frameus är en insektsart som beskrevs av Delong och Rauno E. Linnavuori 1978. Chlorotettix frameus ingår i släktet Chlorotettix och familjen dvärgstritar. Inga underarter finns listade i Catalogue of Life.